# Rio Glădăria
O Rio Glădăria é um rio da Romênia, afluente do Glodu, localizado no distrito de Dâmboviţa.